# Acta apostolorum
Acta apostolorum är det latinska namnet på Apostlagärningarna i Nya testamentet. 
Även större delen av de apokryfiska apostlaurkunder, som finns bevarade, bär titeln Acta, exempelvis Acta Johannis, Acta Philippi, Acta Petri et Pauli och så vidare. 